# Sinoptička meteorologija
Sinoptička meteorologija je grana meteorologije koja se bavi analizom i prognozom vremena na temelju prizemnih i visinskih podataka o stanju atmosfere na širem području, koristeći se numeričkim metodama. Osnova je sinoptičke meteorologije uporaba podataka o vremenu koji su dobiveni istodobnim mjerenjem i opažanjem sa širokoga područja neke države, kontinenta, pa i cijeloga planeta. Prizemni podatci odnose se na mjerenja i opažanja dobivena standardnim međunarodno prihvaćenim metodama na visini od 2 metra nad tlom u meteorološkim postajama (u sinoptičkoj mreži postaja svaka 3 sata), dok visinska mjerenja ponajprije obuhvaćaju radiosondažna mjerenja slobodne atmosfere sve do približno 30 ili do 40 kilometara (aerologija), koja se provode dva puta na dan, i to u 00 i 12 sati po svjetskom vremenu (GMT). Osim toga već velik broj komercijalnih zrakoplova provodi radiosondažna mjerenja nad oceanima, gdje je aktivno i više tisuća usidrenih i plovećih bova koje provode meteorološka i oceanografska mjerenja.

## Povijest
Sinoptička meteorologija počela se razvijati sredinom 19. stoljeća, a pun zamah dobila je u prvoj polovici 20. stoljeća, naročito poslije Prvoga i Drugoga svjetskog rata. S povijesnoga gledišta važna je osnovna teorija polarne fronte bergenske meteorološke škole (postavljena na Sveučilištu u Bergenu, Norveška, u doba Prvog svjetskog rata), koja je poslije bila dopunjavana novim spoznajama. Praktična metodika poznata je kao analiza zračnih masa, a provodi se na sinoptičkim kartama. To su zemljopisne karte u koje se brojkama i simbolima ucrtavaju rezultati što ih daju meteorološke postaje mjerenjem i motrenjem tlaka zraka, temperature i vlage zraka, smjera i brzine vjetra, oblaka i tako dalje. Sva su ta opažanja istodobna i zato karta daje pregled (sinopsis) stanja vremena u određenom trenutku na velikom dijelu Zemlje. Naziv potječe od sinoptičke metode, koja se pri analizi vremenskih stanja služi sinoptičkim kartama i drugim pomoćnim sredstvima. Sinoptičke karte su zemljopisne karte na kojima su pomoću simbola i brojaka uneseni rezultati istodobnih mjerenja meteoroloških pojava na sinoptičkim meteorološkim postajama s određenog, dosta velikog područja. Analiza sinoptičkih karata obuhvaća utvrđivanje svojstava zračnih masa, određivanje granica između zračnih masa, to jest utvrđivanje područja niskog i visokog tlaka zraka (ciklona i anticiklona) crtanjem izobara ili izopotencijala i drugog. Na sinoptičkim kartama mogu biti prikazani meteorološke pojave izmjerene neposredno nad površinom Zemlje ili u visinama (prizemne i visinske sinoptičke karte). Osim sinoptičkih karata upotrebljavaju se za analizu vremenskih stanja okomiti presjeci, različiti aerološki dijagrami i druga pomoćna sredstva. Na osnovi rezultatâ dobivenih analizom sinoptičkih karata i utvrđivanjem gibanja i promjena sinoptičkih formacija i procesa vrši se prognoza vremena i crtaju prognostičke karte. Iako se kod prognoze vremena većinom upotrebljava metoda ekstrapolacije, po kojoj se pretpostavlja da će sadašnje promjene meteroloških pojava zbivati i u idućim vremenskim razmacima na otprilike isti način, ipak u novije doba počinju prevladavati i kvalitativne fizikalne metode. Najnoviji pokušaji da se do prognostičkih sinoptičkih karata dođe rješavanjem hidrodinamičkih jednadžbi s pomoću elektronskih računskih strojeva dali su povoljne rezultate. Sinoptičkoj meteorologiji i prognozi vremena pomažu također i umjetni sateliti, jer dostavljaju podatke s područja u kojem dosad nije bilo sinoptičkih stanica.

## Sinoptičke karte
Postoji više vrsta sinoptičkih karata (prizemne, visinske) te pomoćnih dijagrama kao što su okomiti presjeci kroz atmosferu, aerološki dijagrami i tako dalje. Sve se te karte i dijagrami svakodnevno pripremaju u središnjem meteorološkom uredu svake zemlje, a do podataka se dolazi međunarodnom razmjenom u okviru Svjetske meteorološke organizacije. Analizom sinoptičkih karata utvrđuju se područja visokoga i niskoga tlaka zraka, područja oborina, jakih vjetrova i tako dalje, na osnovi čega se određuje stanje vremena. Značajnu ulogu u sinoptičkoj analizi i prognozi vremena imaju meteorološki sateliti, od kojih je 6 stacionarnih za promatranje stanja atmosfere (ponajprije oblaka) na cijelom planetu svakih 15 ili 30 minuta te nekoliko polarno kružećih satelita koji pokrivaju i polarne predjele obiju polutki. Osim toga, u operativnu se mrežu ubrajaju i meteorološki radari te vjetrovni presječnici koji otkrivaju područja i strukturu oblaka, odnosno okomite profile vjetra nad nekim mjestom.
Bit je sinoptičke meteorologije da se utvrđivanjem početnoga stanja atmosfere na širem području u nekom trenutku odredi buduće stanje, pri čem su subjektivne metode, koje su u 20. stoljeću imale glavnu ulogu, zamijenjene objektivnim numeričkim metodama. Analiza sinoptičkih karata obuhvaća utvrđivanje svojstava zračnih masa, određivanje granica između zračnih masa, to jest utvrđivanje područja niskog i visokog tlaka zraka (ciklona i anticiklona) crtanjem izobara ili izopotencijala i drugog. Prognoza može biti kratkoročna (do 3 dana), srednjoročna (do 10 dana), zatim opća (za građanstvo), specijalna (za zrakoplovstvo, građevinsku industriju) ili parcijalna (prognoza samo jednoga elementa, na primjer minimalne temperature, što je važno za voćarstvo).

### Sinoptička metoda
Tom se metodom podaci meteoroloških mjerenja, prikazani na sinoptičkim kartama, sintetiziraju u neki dinamički logičan model atmosfere, pa se ekstrapolacijom ranijeg toka atmosferskih procesa, usporedbom s razvojem sličnih vremenskih prilika u prijašnjim razdobljima, i prema vremenskim promjenama koje se očekuju na osnovi kvalitativnofizikalnog zaključivanja, procjenjuju najvažnija svojstva budućih vremenskih prilika. U ta svojstva spadaju: položaj i jakost (intenzitet) ciklona, anticiklona, atmosferskih fronta, strujanja zraka u gornjim slojevima troposfere i tako dalje. Zatim se iz tako predviđenih svojstava vremena izvedu zaključci o meteorološkim pojavama kao što su oborine, temperatura, tip naoblake, vjetar i tako dalje, primjenjujući različite modele i uzimajući u obzir djelovanje zračenja Sunca i Zemlje, prijenosa (advekcije) topline u zračnoj masi, topografskih utjecaja na zračna strujanja i tako dalje. 
Danas se svakodnevno dobiva veoma mnogo meteoroloških i aeroloških podataka o stanju atmosfere, ali je sinoptička metoda u stanju da uzme u obzir i da iskoristi samo manji dio od tog obilja informacija. 
Do pedesetih godina 20. stoljeća upotrebljavale su se za predviđanje vremena samo poluempiričke (poluiskustvene) metode. Razvojem elektroničke obrade podataka postepeno su se počeli upotrebljavati objektivniji postupci prognoziranja vremena, ali još i danas u nekim zemljama poluempiričke metode služe za kratkoročne i srednjeročne prognoze, postižući točnost od oko 80%. Međutim, ako se barički sustavi naglo mijenjaju, poluempiričke metode obično ne daju ispravno predviđanje vremena.

### Numeričke metode
Jedan od osnivača moderne meteorologije, Norvežanin Jacob Bjerknes, postavio je početkom 20. stoljeća matematičke osnove za izradu objektivnog predviđanja budućeg stanja atmosfere na osnovi sadašnjeg stanja. Matematički model takve numeričke metode, zasnovane na zakonima mehanike fluida i termodinamike, razradio je već engleski meteorolog L. F. Richardson, ali je u to doba takav model bio praktički neupotrebljiv, jer se nije raspolagalo s dovoljno polaznih podataka o stanju atmosfere (meteoroloških postaja je u to vrijeme bilo relativno malo, a aerološke stanice nisu ni postojale), a nisu postojali ni računski strojevi sposobni da u dovoljno kratkom roku riješe ogroman broj jednadžbi. Tek kad se nakon Drugog svjetskog rata naglo povećala i proširila mreža meteoroloških i aeroloških stanica, uz istodobno brzi razvoj tehnike meteoroloških i aeroloških mjerenja i tehnike informacija, te kad su se u meteorološkim centrima počela upotrebljavati elektronička računala velikog učina (kapaciteta) i velike brzine, stvoreni su uvjeti za praktičnu primjenu numeričkih metoda predviđanja vremena. Od tada predviđanje stanja atmosfere koristi numeričku analizu i proračunavanje na osnovi jednadžbi gibanja atmosfere (hidrodinamička metoda), ili statističkom obradom podataka o ponašanju vremena (statistička metoda).

#### Hidrodinamička metoda
Hidrodinamička metoda prognoze vremena određuje buduće vremenske prilike numeričkim rješavanjem jednadžbi postavljenih na osnovi mehanike fluida i termodinamike, koje određuju gibanja i promjene stanja atmosfere. Podaci o početnom stanju atmosfere dobivaju se mjerenjima tog stanja u čvornim točkama pravokutne mreže mjernih stanica određene na standardnim izobarnim plohama. Ta mreža pokriva neko veliko područje, obično jedan kontinent ili čitav svijet. Razmak između dva susjedna čvora iznosi od 300 do 500 kilometara. Kao polazni podaci proračuna služe određene vrijednosti meteoroloških promjenjivih (varijabli) i njihove derivacije po vremenu (brzine gibanja zraka, brzine promjene tlaka i temperature i tako dalje) i po prostornim koordinatama (gradijenti brzine gibanja zraka, gradijenti tlaka i temperature i tako dalje). U proračunu se uzimaju za sada u obzir djelomice i poremećajni čimbenici, kao što su izvori topline na tlu Zemlje (unutrašnja topla mora, velika topla jezera), utjecaji reljefa tla i nejednake raspodjele kopna i vode i tako dalje. 
Zakoni se gibanja atmosfere mogu izraziti skupom parcijalnih diferencijalnih jednadžbi koje povezuju trenutnu brzinu promjene meteoroloških varijabli s njihovom trenutnom raspodjelom u prostoru. Integracijom slijeda infinitezimalnih promjena meteoroloških promjenjivih u toku vremena, od kojih je svaka varijabla određena raspodjelom koju je imala u prethodnom trenutku, mogla bi se dobiti prognoza promatrane meteorološke pojave za budući, ograničeno vremensko razdoblje. Međutim, zbog nelinearnosti jednadžbi te složenosti i raznolikosti podataka, takva je integracija u praksi nemoguća, nego se postupkom približenja (aproksimacije) konačnih razlika računaju uzastopne promjene meteoroloških promjenjivih vrijednosti u malom, konačnom vremenskom razdoblju na čvorovima mreže. Dakle, složeni sustav diferencijalnih jednadžbi rješava se korak po korak, pa polazeći od početnog stanja atmosfere u trenutku t0, proračunavaju se uzastopna buduća stanja u trenucima t1, t2, t3 … tn. Kao rubni uvjeti uzimaju se donekle stanje atmosfere na rubovima područja za koje se određuje prognoza, procesi uzajamnog djelovanja između atmosfere u donjem sloju troposfere i Zemljinog tla, zatim utjecaji viših slojeva atmosfere. 
Za takav numerički proračun treba u prilično kratkom roku obaviti mnogo matematičkih operacija, što još uvijek prelazi mogućnosti čak i današnjih najsnažnijih elektroničkih računala. Zato se diferencijalne jednadžbe stanja atmosfere nastoje pojednostaviti, zanemarujući ona atmosferska gibanja koja imaju malu meteorološku važnost, kao što su akustički i gravitacijski valovi. Zbog tih pojednostavljenja pretpostavlja se da su atmosferska gibanja velikih razmjera kvazistatična, kvazigeostrofična i da su vodoravno kvazinedivergentna. 
Zbog nedovoljno guste svjetske mreže mjernih meteoroloških stanica, a i nedovoljne točnosti mjerenja i stoga nedovoljno određenog stanja atmosfere na rubovima područja za koje se određuje prognoza, hidrodinamičnom se metodom najuspješnije dobivaju kratkoročne prognoze do 2 - 3 dana unaprijed, i to za relativno velika područja linearnih dimenzija većih od 2 000 kilometara, dok se za duže vremensko razdoblje i za manje zemljopisno područje ta metoda uvijek nije dovoljno pouzdana.

#### Statističke metode
Statističke metode prognoze vremena zasnivaju se na statističkoj obradi podataka o ranijem ponašanju vremena. Takve prognoze mogu biti ili čisto statističke ili analogne, dajući ili očekivanu vrijednost neke određene meteorološke pojave (na primjer iznos brzine vjetra) ili vjerojatnost neke vremenske pojave (na primjer magle). 

### Analogni postupak
Analogni postupak prognoze vremena polazi od pretpostavke da će se u sličnim atmosferskim uvjetima vrijeme razvijati na sličan način. Prema tome, ako se za sadašnje početno stanje atmosfere mogu pronaći podaci za neko ranije analogno stanje atmosfere, tada se prema razvoju tog ranijeg stanja može odrediti stupanj vjerojatnosti da će se i sadašnje stanje razvijati približno jednako.

## Poveznice
- Oblak
- Simboli